# Tiriza leucotella
Tiriza leucotella är en fjärilsart som beskrevs av Walker 1864. Tiriza leucotella ingår i släktet Tiriza och familjen Lecithoceridae. Inga underarter finns listade i Catalogue of Life.